# Peter Jørgensen
Peter Jørgensen est un boxeur danois né le 2 avril 1907 à Hillerød et mort le 27 août 1992 à Guldborgsund.

## Carrière
Il remporte la médaille de bronze dans la catégorie mi-lourds aux Jeux olympiques de Los Angeles en 1932. Après une victoire face à Rafael Lang, Jørgensen perd en demi-finale contre le sud-africain David Carstens.

## Palmarès

### Jeux olympiques
- Jeux olympiques d'été de 1932 à Los Angeles[1] (poids mi-lourds)